# Acrodactyla lydia
Acrodactyla lydia är en stekelart som beskrevs av Dmitriy R. Kasparyan 1979. Acrodactyla lydia ingår i släktet Acrodactyla och familjen brokparasitsteklar. Inga underarter finns listade i Catalogue of Life.